# Эмако-Сианкам, Эрнест
Эрнест Эмако-Сианкам (фр. Ernest Emako-Siankam; 21 февраля 1981) — камерунский футболист, играющий на позиции нападающего.
Эмако-Сианкам ранее провёл три сезона, играя за «Волынь» в украинской Премьер-лиге.

## Карьера
Эмако-Сианкам на родине выступал за клуб «Расинг Бафусам», затем пробовал силы в хорватском «Хайдук Сплит». Летом 2002 года 21-летний нападающий оказался в Луцке, а уже через месяц после этого забил свой первый гол — в кубке сильному тогда «Борисфену». За три сезона в «Волыни» он забил всего четыре гола, но Кварцяный ценил его пластику и умение побороться за мяч. Сианкам также сыграл в захватывающем матче против «Шахтёра», когда только вышедшая из Первой лиги луцкая команда победила действующего чемпиона.
Но со временем Сианкам всё чаще начал попадать в замену, отряжался в фарм-клубы, «Ковель-Волынь-2» и «Икву» из Млынова, играл в дубле. В 2005 году он покинул «Волынь», но успел закрепиться на Украине: футболист создал семью и время от времени возвращается на Украину и играет иногда за местные любительские клубы. Дальнейшая карьера Эрнеста прошла в азербайджанском «Гянджларбирлийи», французском «Ним Олимпик», китайских клубах «Чэнду Блейдс» и «Чунцин Лифань», индонезийском «Персия Джакарта» и индийском «Черчилль Бразерс». В 2013 году Сианкам ненадолго вернулся на Украину, сыграв четыре матча за любительский «Горняк Сосновка».